# Regina Ziegler
Pour les articles homonymes, voir Ziegler.
Regina Ziegler, née à Quedlinburg (Allemagne) le 8 mars 1944, est une productrice allemande au cinéma et à la télévision.

## Biographie
Regina Ziegler naît d'une mère journaliste et critique de cinéma qui favorise son attrait pour le cinéma.
La famille déménage à Berlin, où elle s'inscrit à l'école de droit dans l'intention de devenir juge mais abandonne rapidement pour finalement trouver un emploi d'assistante de production.
En 1973, à l'âge de 29 ans, elle fonde sa propre société de production, Regina Ziegler Filmproduktion. Son premier film J'ai pensé que j'étais mort (Ich dachte, ich wäre tot (de), 1973), premier long-métrage de Wolf Gremm, remporte le Prix du film allemand. Elle produit plusieurs autres de ses œuvres, dont Fabian (1979), nommé aux Academy Awards, Kamikaze 1989 (1982) avec Rainer Werner Fassbinder et Nancy und Frank (2000). Elle produit aussi des films d'Ulrich Schamoni, Rosa von Praunheim, Helma Sanders-Brahms, Jeanine Meerapfel, Jean-Marie Straub et Andrzej Wajda.
À ce jour, Regina Ziegler a supervisé plus de 200 productions de longs métrages, ainsi que de nombreux téléfilms, mini-séries, spectacles et documentaires. Elle a aussi initié la série de courts-métrages Contes érotiques, réalisés par des cinéastes de renommée internationale comme Nicolas Roeg, Ken Russell, Hal Hartley et Susan Seidelman. Parmi ses productions les plus connues sorties figurent le thriller érotique Solo pour clarinette (Solo für Klarinette (de), 1998), Unkenrufe (2005), le film historique Henri 4, l'essai autobiographique de Ulrich Schamoni Abschied von den Fröschen (de), la comédie Frisch gepresst (2012) et la parodie musicale Im weissen Rössl – Wehe du singst (2013).
Au cours de sa carrière, Regina Ziegler a remporté de nombreuses distinctions nationales et internationales, dont la Croix fédérale du Mérite, le Prix du film allemand, le Prix Grimme, la caméra de la Berlinale et le Prix American Cinema Foundation. En 2006, le Musée d'art moderne de New York l'a honorée par une rétrospective.
Sa société de production, Regina Ziegler Filmproduktion est renommée Ziegler Film GmbH & Co. KG en 2000. Cette société reste une entreprise indépendante et familiale, gérée par Regina Ziegler et sa fille Tanja Ziegler. Depuis 2011, toutes deux dirigent le cinéma d'art et essai Filmkunst 66.

## Filmographie partielle

### Au cinéma
- 1973 : Ich dachte, ich wäre tot de Wolf Gremm
- 1982 : Kamikaze 1989
- 1984 : L'Année du soleil calme
- 1986 : Rosa Luxemburg
- 1988 : Solo für Klarinette (de)
- 1990 : Korczak
- 2010 : Henri 4
- 2018 : L'Inciseur (Abgeschnitten) de Christian Alvart
- 2024 : In Liebe, Eure Hilde d'Andreas Dresen

### À la télévision
- 2012 : Henri 4 (téléfilm)

## Distinctions
- 2012 : réception de son étoile sur le Boulevard des stars à Berlin